# Route nationale 359
Pour les articles homonymes, voir Route 359.
La route nationale 359, ou RN 359, était une route nationale française suivant la vallée de la Sambre et reliant Le Cateau-Cambrésis à Louvroil et Maubeuge à Jeumont et à Erquelinnes.
Entre Louvroil et Maubeuge, son tracé était en commun avec celui de la RN 2.
De Maubeuge à la frontière belge, la RN 359 a été doublée par un nouveau tracé à 2×2 voies portant le nom de RN 49 et qui devrait être prolongé en Belgique en direction de Charleroi et d'Anderlues.
À la suite de la réforme de 1972, la RN 359 a été déclassée en RD 959.
Voir le tracé de la RN 359 sur Google Maps

## Ancien tracé du Cateau-Cambrésis à Louvroil et de Maubeuge à Jeumont et à Erquelinnes

### Du Cateau-Cambrésis à Louvroil (D 959)
- Le Cateau-Cambrésis D 959 (km 0)
- Le Pommereuil (km 3)
- Landrecies (km 11)
- Maroilles (km 17)
- Noyelles-sur-Sambre (km 21)
- Leval (km 24)
- Aulnoye-Aymeries (km 27)
- Les Quatre-Bras, communes d'Aulnoye-Aymeries et de Bachant (km 29)
- Bachant (km 30)
- Saint-Remy-du-Nord (km 33)
- Louvroil D 959 (km 40)

### De Maubeuge à Jeumont et à Erquelinnes (D 959)
- Maubeuge D 959 (km 42)
- Assevent (km 45)
- Boussois (km 47)
- La Parapette, commune de Marpent (km 50)
- Jeumont D 959 (km 52)
- Erquelinnes  Belgique N 561 (km 53)